# Escala millstreamensis
Escala millstreamensis är en kackerlacksart som beskrevs av Roth, L. M. 1991. Escala millstreamensis ingår i släktet Escala och familjen småkackerlackor. Inga underarter finns listade i Catalogue of Life.